# Pieter Dupont

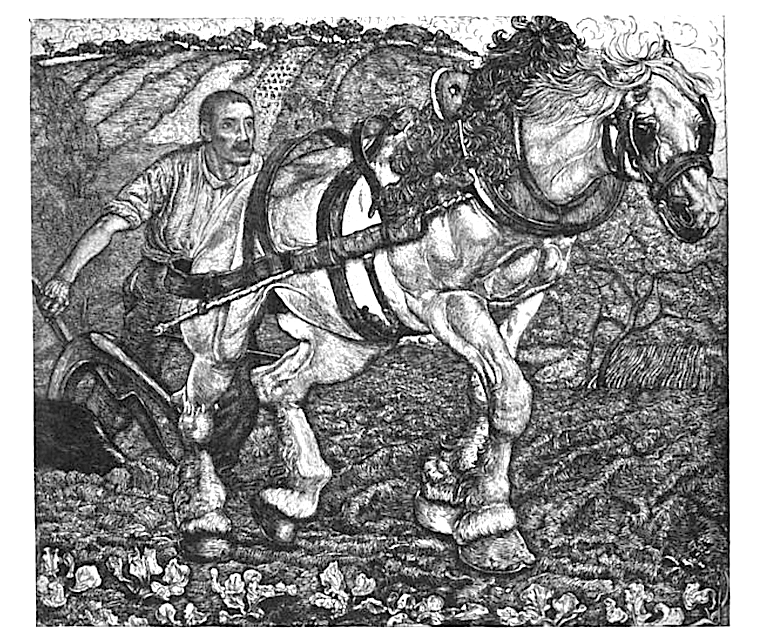
Das pflügende Pferd

Pieter Dupont (* 5. Juli 1870 in Amsterdam; † 7. Februar 1911 in Hilversum) war ein niederländischer Kupferstecher, Radierer, Zeichner und Maler.
Dupont besuchte 1883 sechs Monate lang die Kunstgewerbeschule Quellinus in Amsterdam, war von 1884 bis 1887 an den Büros der Hollandsche IJzeren Spoorweg-Maatschappij Eisenbahngesellschaft beschäftigt, von 1887 bis 1890 Schüler der Rijksnormaalschool voor Teekenonderwijzers (Normaalschule für Zeichenlehrer), von 1890 bis 1893 Student an der Rijksakademie van beeldende kunsten in Amsterdam bei Carel Hendrik Helweg und Maurits van der Valk, von 1891 bis 1896 Zeichenlehrer bei der Kunsthandwerkschule in der Da Costa Straße.
Eine Reihe seiner Radierungen erschien ab 1893 im Verlag E. J. van Wisselingh in Amsterdam, in Auflagen von meist fünfzig bis hundert Exemplaren.
Von 1896 bis 1900 lebte er in und in der Nähe von Paris, dann in London, Nogent-sur-Marne, Auvers-sur-Oise, Amsterdam, Hilversum, Oosterbeek und Renkum bis 1902.
Als Dupont 1895 den Prix de Rome nicht erhielt, gab er die Malerei auf und widmete sich bis 1898 der Radierung. 1898 wechselte er zum Kupferstich. Seine erste Kreation in dieser Kunst – ein Pferd beim Pflügen – gewann die Goldmedaille auf der Weltausstellung Paris 1900. Arbeitstiere und Menschen blieben auch später Duponts Lieblingsthemen. Daneben schuf er aber auch Landschaften und Porträts.
1902 wurde er zum Lehrer an der Rijksakademie van beeldende kunsten in Amsterdam ernannt. Er entwarf Briefmarken und Banknoten. Pieter Dupont starb im Alter von 40 Jahren.